# Stade Francis-Le Blé
Pour les articles homonymes, voir Francis Le Blé et Blé (homonymie).
Le stade Francis-Le Blé est un stade de football situé à Brest.
Cette enceinte, inaugurée en 1922 sous le nom de stade de l'Armoricaine, compte environ 15 220 places. Son club résident est le Stade brestois 29.
Il est le plus grand stade du Finistère devant le stade de Penvillers et le Stade Guy-Piriou et quatrième plus grand stade de Bretagne administrative derrière le Roazhon Park, le Roudourou et le Moustoir.
Le club a pour projet de démolir ce stade pour en créer un nouveau d'environ 15 000 places également, dans la zone de Brest Guipavas. Les travaux commenceront en 2024 pour une première utilisation estimée en 2026.

## Histoire

### Création du stade
En 1922, l'Armoricaine, patronage catholique brestois qui possède une section football, se dote d'un stade, appelé tout simplement le stade de l'Armoricaine. Construit au « Petit-Paris », route de Quimper, la nouvelle enceinte est inaugurée le 9 février 1923 par une rencontre qui oppose les locaux au Stade français. Fondé en 1950 par la fusion de différents patronages dont l'Armoricaine, le Stade brestois devient à partir de cette date le club résident de ce stade.

### Première époque en Division 1
Alors que l'enceinte ne compte que 1 800 places assises, les bons résultats du club brestois dans les années 1980 vont amener la ville à faire construire une grande tribune latérale, inaugurée durant l'été 1982. Celle-ci compte à l'origine 10 002 places, dont 5 746 assises. Cet agrandissement est l'occasion de rebaptiser le stade au nom de l'ancien maire de Brest, Francis Le Blé.
La ville devient aussi à la même époque propriétaire du stade, qu'elle acquiert en 1982.

### Projet de remplacement
À la suite de la remontée du club en Ligue 2 en 2004, un projet de construction d'un nouveau stade, répondant aux normes de la Ligue 1, voire aux normes UEFA, est régulièrement évoqué, notamment à proximité de la zone commerciale Les Portes de Brest-Guipavas (IKEA, Boulanger, Décathlon) située à Guipavas, mais n'a pas été concrétisé.
À l'occasion de la montée en Ligue 1, le maire de Brest, François Cuillandre annonce que les travaux de modernisation doivent permettre au stade de tenir « sept, huit ou neuf ans ». Un nouveau stade est annoncé pour avril 2022.

### Seconde époque en Ligue 1

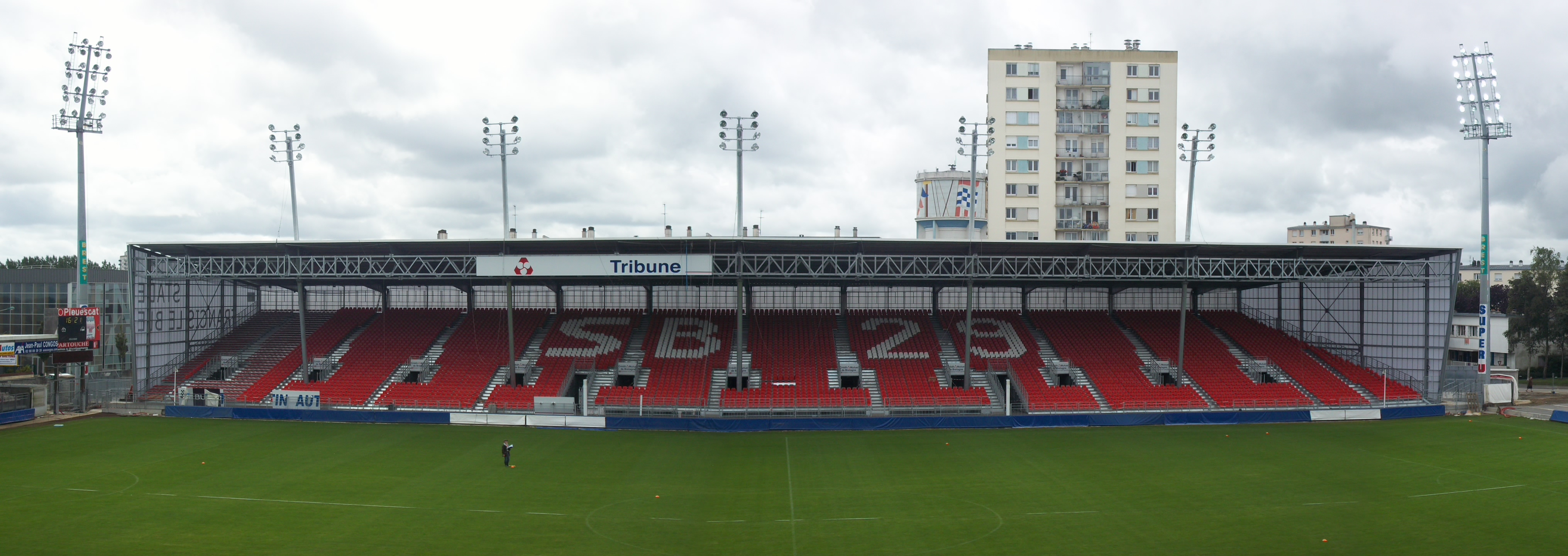
Tribune Crédit Mutuel Arkéa, construite lors de cette rénovation

Depuis la construction de la tribune Strasbourg et la montée en Ligue 2, le Stade Francis-Le Blé n'a pas connu de grand chantier (renforcement de la vidéo-surveillance, construction de nouveaux vestiaires).[réf. nécessaire]
Après la mi-saison 2009-2010 du Stade brestois 29, la mairie de Brest commence à étudier la possibilité d'agrandir le stade en vue de la montée du club en ligue 1. Le projet est alors de reconstruire la tribune Pen Huel pour la faire passer à 5 000 places, et de procéder à des aménagements en tribune Foucauld, de façon à porter la capacité du stade de 10 000 à 16 000 places. Le projet est présenté par la mairie à la ligue professionnelle de football mi-février 2010. L'appel d'offre est lancé le 11 mars 2010, et le 4 mai 2010 le conseil municipal vote une subvention de 6 000 000 euros pour financer le projet, ce qui représente le quart des travaux engagés par la ville cette année-là.
Les travaux obligent à revoir l'occupation des tribunes par les kops de supporteurs. Dans un premier temps, un projet de mai 2010 prévoit le départ des clubs de supporteurs de la tribune Quimper pour la nouvelle tribune Plein Ciel construite à l'opposé du stade, l'ancienne tribune étant en partie réservée aux supporteurs des équipes visiteuses, et l'intégration d'un des trois clubs dans la tribune Pen Huel. Le projet est finalement abandonné en juin de la même année, et la tribune Quimper reste alors réservée aux clubs de supporteurs brestois.
Les travaux commencent début mai 2010 par la destruction de la tribune Pen Huel. À l'occasion des travaux de terrassement, près de 2,5 tonnes de bombes datant de la seconde guerre mondiale et issues des bombardements anglo-américains qu'avait subis la ville, sont découvertes sous cette tribune.

## Localisation
Le stade Francis Le Blé est situé dans le quartier brestois de Saint Marc et à proximité du quartier de l'Europe, de la place de Strasbourg et du centre-ville de Brest. Il est desservi par les lignes de bus 15 et 16, s'arrêtant à l'arrêt Pen ar Creac'h, ainsi que par les lignes 17 & 19, desservant l'arrêt Stade Francis-Le Blé situé Route de Quimper. Enfin, le stade est proche de la ligne A du tramway dont la station Place de Strasbourg est située à environ 500 mètres du stade. Une navette, gratuite, est mise en place les soirs de matches entre l'enceinte et le parking d'Océanopolis, qui sert alors de parking au stade.

## Tribunes

### Tribune Crédit Mutuel Arkéa

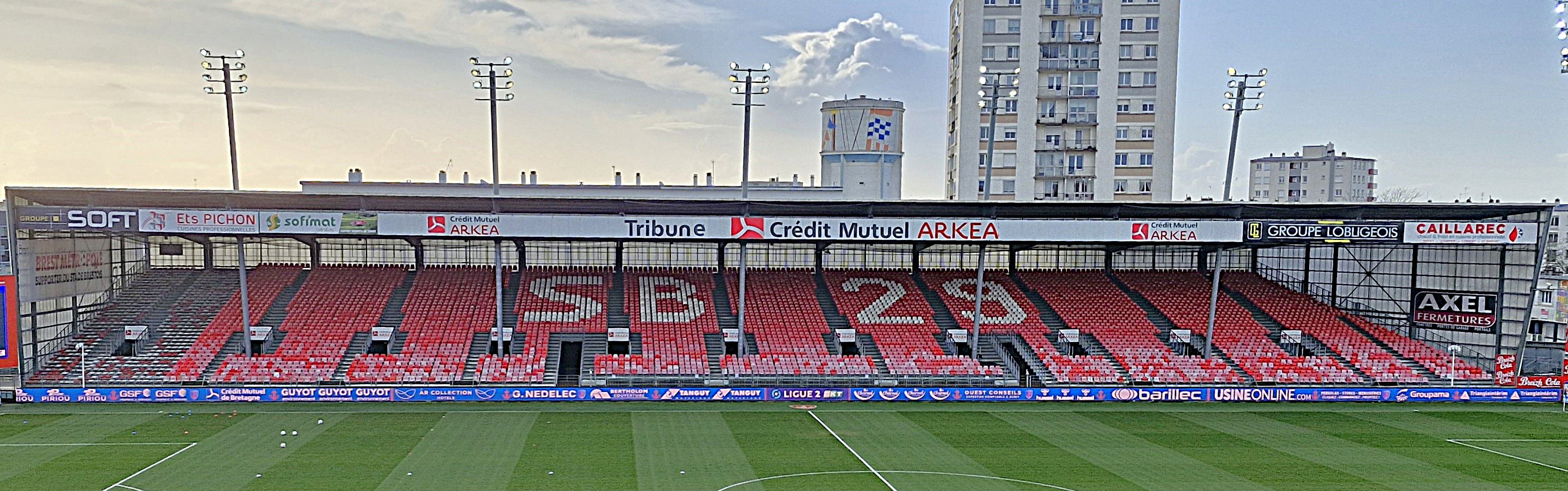
Tribune Crédit Mutuel Arkéa

Elle compte avant les travaux de modernisation à la suite de la montée du club en ligue 1 de 2010, 813 places hors loges, 144 places en loges, 40 places réservées pour la presse, et permet d'accueillir 1 200 personnes debout sur son pourtour. Les travaux de 2010 portent cette capacité à 6 548 places.
La tribune s'appelle à l'origine la tribune Pen Huel, « tête haute » en breton. Elle a été construite en 1950, en même temps que le stade original. Lors de la première montée du club dans l'élite au début des années 1980, une opération de remplacement est programmée, mais un incendie dans la tribune Le Pac oblige le club à reconstruire cette dernière, et le projet de remplacement de Pen Huel est alors abandonné. L'ancienne tribune est rasée en mai 2010.
À l'occasion de la montée du club en ligue 1 en 2010, une opération de naming est mise en place et la tribune prend le nom de ce sponsor,. La nouvelle tribune est construite sur une structure tubulaire et la plupart des services sont alors déménagés dans la tribune Foucauld.

### Tribune Foucauld

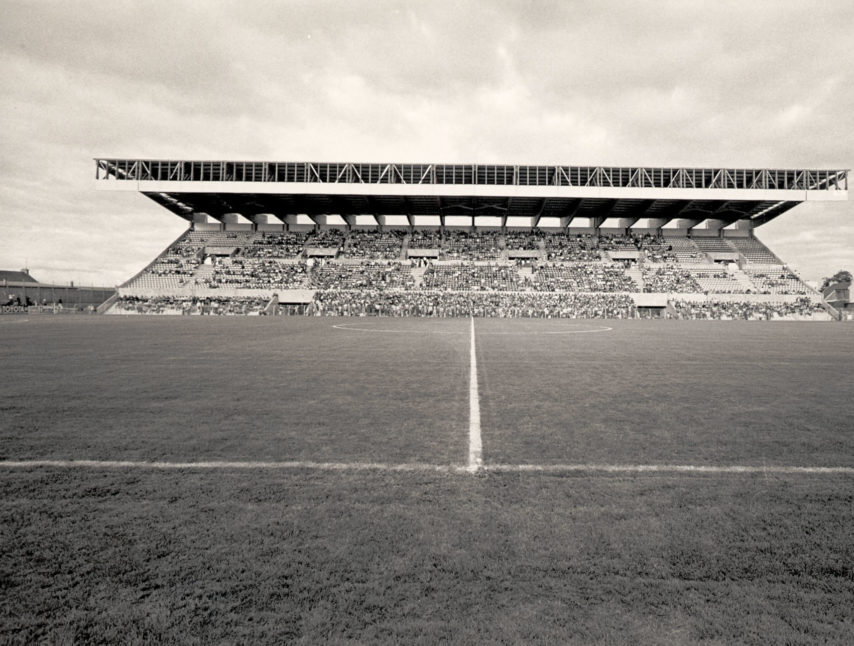
La tribune Foucauld inaugurée en 1982.

La tribune Foucauld est la tribune d'honneur du stade. Inaugurée en 1982, elle compte 4 850 places (208 en loge).
Lors de la montée du club en ligue 1 en 2010, elle est rénovée et récupère ainsi les services (loges, tribunes officielles et de presse, régie télévision) qui étaient jusque-là hébergés dans l'ancienne tribune Pen Huel.

### Tribune Quimper (ou RDK)

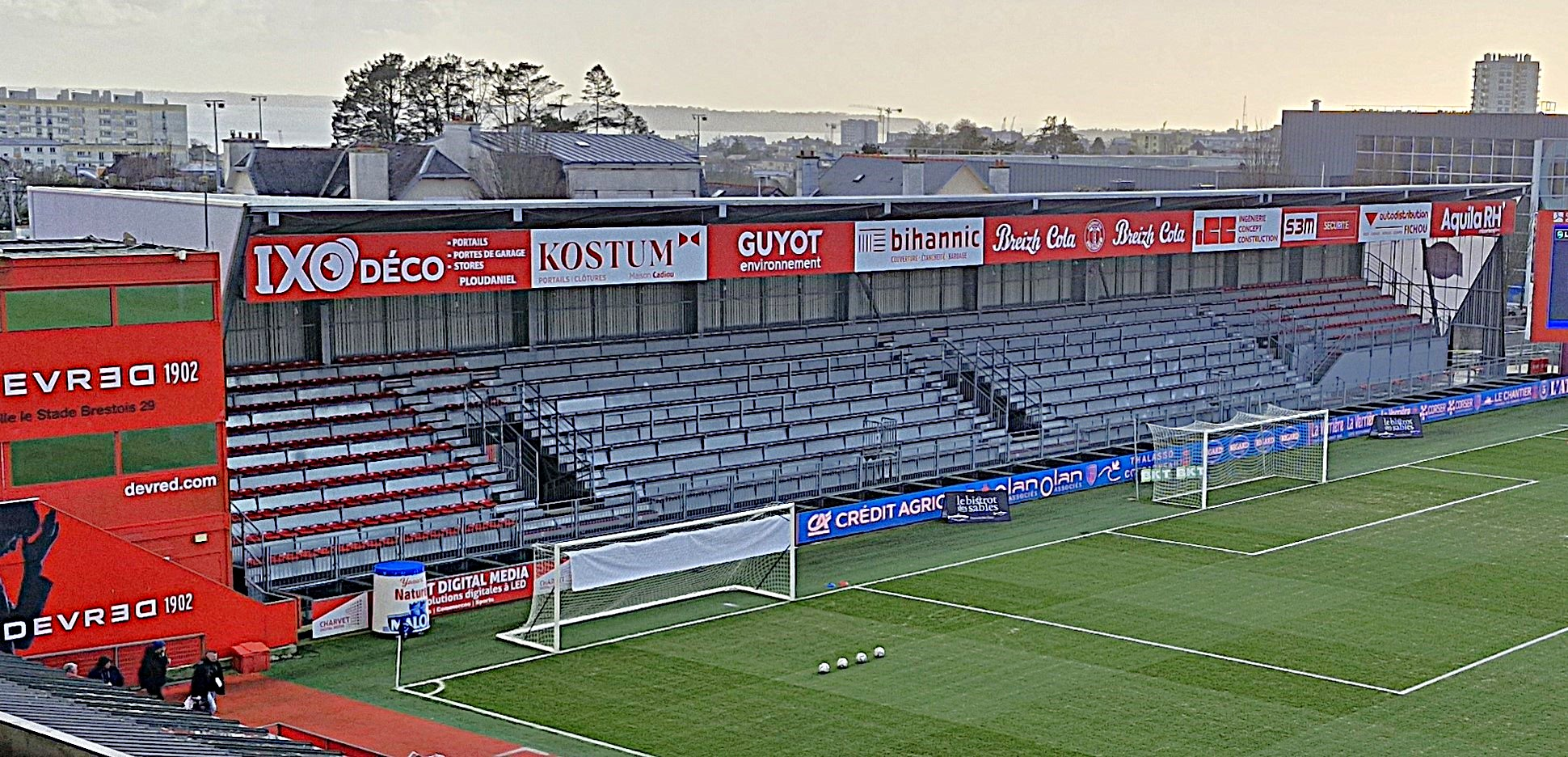
Tribune Quimper (ou RDK)

Elle compte 1105 places. C'est la tribune du "Kop", qui regroupe les Ultras Brestois 1990, et les Celtic Ultras 2001, les deux associations de supporters à tendance ultra' du Stade Brestois. Cette tribune est souvent rebaptisée "RDK", pour Route De Kemper (Quimper en breton). 
L'ancienne tribune, devenu vétuste, est détruite lors de l'été 2022 et remplacée par une nouvelle tribune voyant sa capacité augmentée de 100 places. Fin août, la tribune est entièrement terminée, celle-ci comporte 1 105 places contre 982 anciennement soit un gain de 123 places et une partie est adaptée aux ultras, leur permettant d'adopter une station debout.

### Tribune Plein Ciel

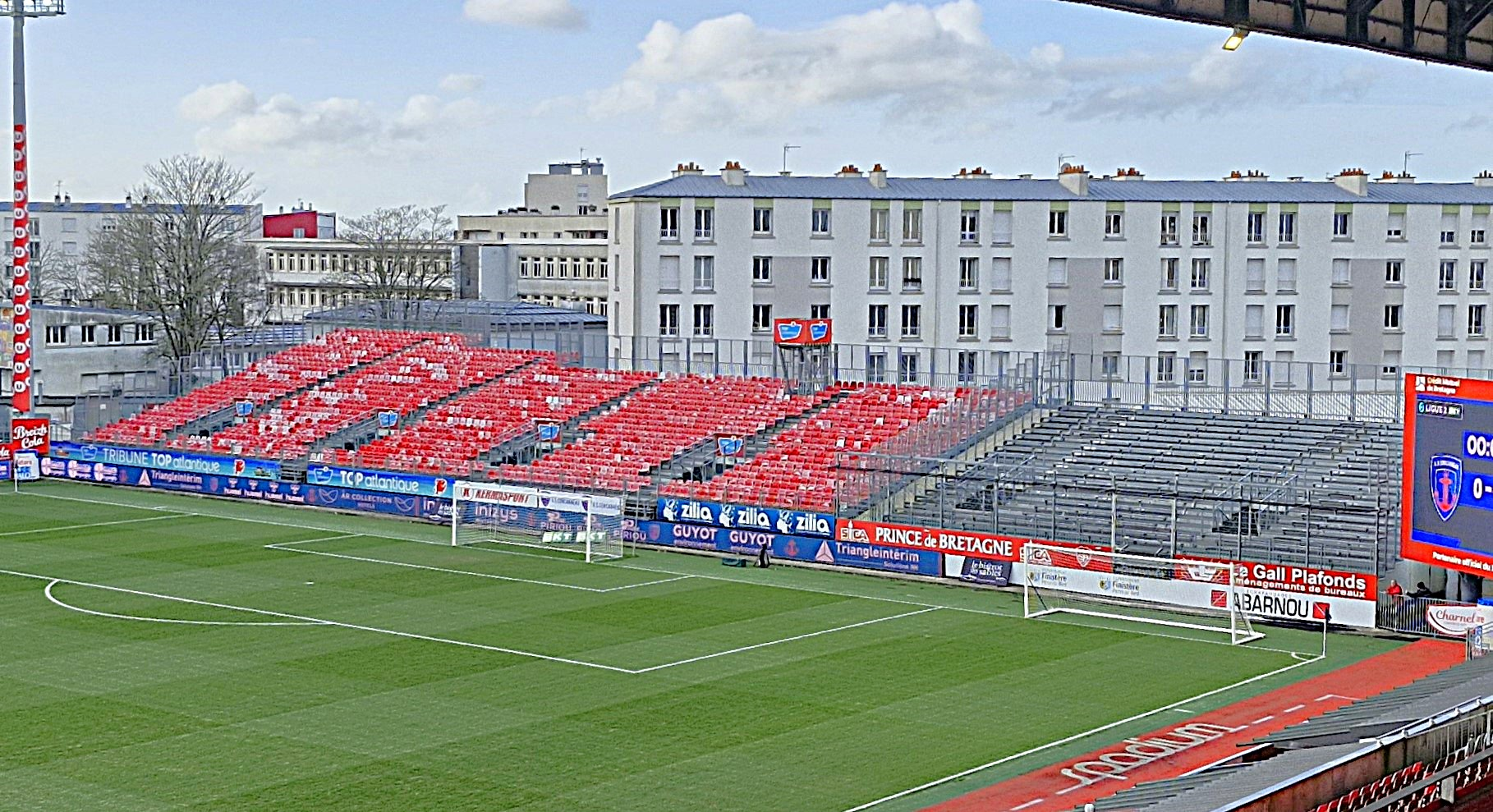
Tribune Plein Ciel

Il s'agit d'une tribune tubulaire et est la seule tribune du stade à ne pas être couverte. Elle compte 2 717 places. 
Cette tribune est construite pendant la rénovation du stade pour la Ligue 1. Elle a été inaugurée avant le match Brest-Lorient le 12 septembre 2010. C'est d'ailleurs dans cette tribune que sont logés les visiteurs (696 places).
Après un an d'existence  sous le nom "plein ciel", la société Eurodif, une chaîne de magasins français, spécialisés dans l'habillement et la décoration d'intérieur et dont le siège social se situe à Brest, donne son nom à la tribune.

## Affluences

### Records d'affluence
| Rang | Spectateurs | Compétition (Tour)               | Rencontre                                      | Date             |
| ---- | ----------- | -------------------------------- | ---------------------------------------------- | ---------------- |
| 1    | 21 842      | Division 1                       | Brest Armorique FC - Olympique de Marseille    | saison 1986-1987 |
| 2    | 20 000      | Division 2, match de barrage     | Brest Armorique FC - Racing Club de Strasbourg | saison 1988-1989 |
| 3    | 19 000      | Division 1                       | Brest Armorique FC - FC Nantes                 | saison 1982-1983 |
| 4    | 18 080      | Division 2 Groupe B              | Stade brestois - RC Lens                       | saison 1978-1979 |
| 5    | 18 054      | Division 1                       | Stade brestois - AS Saint-Étienne              | saison 1981-1982 |
| 6    | 18 006      | Coupe de France (1/16 de finale) | En Avant Guingamp - FC Lorient                 | saison 1972-1973 |
| 7    | 18 000      | Division 1                       | Brest Armorique FC - Olympique de Marseille    | saison 1990-1991 |
| -    | 18 000      | Coupe de France (1/4 de finale)  | Brest Armorique FC - Paris Saint-Germain       | saison 1982-1983 |
| 9    | 17 654      | Division 1                       | Stade brestois - AS Monaco                     | saison 1981-1982 |
| 10   | 17 000      | Division 1                       | Stade brestois - FC Nantes                     | saison 1981-1982 |

## Matchs

### Matchs internationaux
| Date             | Compétition                           | Équipe 1         | Équipe 2                   | Score | Affluence |
| ---------------- | ------------------------------------- | ---------------- | -------------------------- | ----- | --------- |
| 14 novembre 1970 | Match Amical                          | France Espoirs   | Belgique B                 | 1 - 1 | 6 700     |
| 16 novembre 1993 | Qualification Euro espoirs 1994       | France Espoirs   | Bulgarie Espoirs           | 2 - 0 | 10 137    |
| 3 octobre 2000   | Qualification Euro espoirs 2002       | France Espoirs   | Israël Espoirs             | 3 - 0 | 7 400     |
| 6 octobre 2000   | Qualification Euro espoirs 2002       | France Espoirs   | Autriche Espoirs           | 2 - 1 | 10 069    |
| 5 septembre 2001 | Qualification Euro espoirs 2002       | France Espoirs   | Espagne Espoirs            | 3 - 0 | 13 000    |
| 6 octobre 2001   | Qualification Euro espoirs 2002       | France Espoirs   | Bosnie-Herzégovine Espoirs | 1 - 0 | 5 610     |
| 14 novembre 2001 | 8e de finale retour Euro espoirs 2002 | France Espoirs   | Roumanie Espoirs           | 4 - 0 | 7 719     |
| 1er juin 2007    | Qualification Euro espoir 2009        | France Espoirs   | Roumanie Espoirs           | 1 - 1 | 6 306     |
| 18 mai 2011      | Match Amical                          | France Féminines | Écosse Féminines           | 1 - 1 | 7 219     |
| 17 novembre 2014 | Match Amical                          | France Espoirs   | Angleterre Espoirs         | 3 - 2 | 6 161     |
| 24 mars 2019     | Match Amical                          | France Espoirs   | Danemark Espoirs           | 0 - 1 | 7 300     |
| 8 octobre 2021   | Qualification Euro espoir 2023        | France Espoirs   | Ukraine Espoirs            | 5 - 0 | 4 546     |

### Challenge puis Trophée des champions
Le stade Francis-Le Blé accueille le 3 janvier 1996 le premier Trophée des champions opposant le champion de France 1995, le FC Nantes au vainqueur de la coupe de France 1995, le Paris SG.
| Date           | Compétition                | Équipe 1               | Équipe 2      | Score         | Affluence |
| -------------- | -------------------------- | ---------------------- | ------------- | ------------- | --------- |
| 20 août 1971   | Challenge des champions    | Olympique de Marseille | Stade rennais | 2-2           | 16 249    |
| 21 août 1973   | Challenge des champions    | Olympique lyonnais     | FC Nantes     | 1-0           | 10 000    |
| 3 janvier 1996 | Trophée des champions 1995 | Paris SG               | FC Nantes     | 2-2 6 tab à 5 | 12 000    |

### Matchs de coupe
| Date             | Compétition                      | Équipe 1                 | Équipe 2                   | Score | Affluence |
| ---------------- | -------------------------------- | ------------------------ | -------------------------- | ----- | --------- |
| 21 mars 1987     | 32e de finale de Coupe de France | GNDR Guipavas            | Tours FC (D2)              | 0-7   | 2 691     |
| 17 février 1990  | 32e de finale de Coupe de France | Stade Plabennecois (DSR) | Girondins de Bordeaux (D1) | 0-4   | 11 817    |
| 7 décembre 2012  | 8e tour de Coupe de France       | EA Saint-Renan (DSE)     | FC Nantes (L2)             | 0-1   | 6 000     |
| 24 janvier 2013  | 16e de finale de Coupe de France | Stade Plabennecois (CFA) | LOSC Lille (L1)            | 1-3   | 9 753     |
| 12 novembre 2016 | 7e tour de Coupe de France       | ASPTT Brest (District)   | Stade Brestois 29 (L2)     | 0-3   | 1 500     |

#### Matchs de l'Union sportive concarnoise
Le Stade Francis-Le Blé accueille le club de l'US Concarneau dans le cadre du championnat de Ligue 2, en raison de l'indisponibilité de leur stade habituel, Guy Piriou, en cours de réfection.
| Date            | Compétition            | Équipe 1      | Équipe 2        | Score | Affluence |
| --------------- | ---------------------- | ------------- | --------------- | ----- | --------- |
| 19 août 2023    | 3e journée de Ligue 2  | US Concarneau | SM Caen         | 0 - 2 | 3 001     |
| 5 décembre 2023 | 17e journée de Ligue 2 | US Concarneau | AJ Auxerre      | 1 - 2 | 1 570     |
| 23 janvier 2024 | 21e journée de Ligue 2 | US Concarneau | ES Troyes AC    | 1 - 0 | 1 184     |
| 24 février 2024 | 26e journée de Ligue 2 | US Concarneau | Stade lavallois | 1 - 3 | 1 403     |
| 9 mars 2024     | 28e journée de Ligue 2 | US Concarneau | EA Guingamp     | 2 - 3 | 3 860     |
| 30 mars 2024    | 30e journée de Ligue 2 | US Concarneau | Angers SCO      | 2 - 4 | 1 442     |
| 13 avril 2024*  | 32e journée de Ligue 2 | US Concarneau | Amiens SC       | 0 - 0 | 1 260     |
| 27 avril 2024   | 35e journée de Ligue 2 | US Concarneau | Rodez AF        | 1 - 2 | 1 141     |

*Initialement prévu le 25 novembre 2023, la rencontre a été inversée en raison de la tempête Ciarán qui a dégradé le stade, principalement la tribune Foucauld où siègent les supporters concarnois.

### Au cinéma
Pour le film Les Seigneurs d'Olivier Dahan, le stade Francis-Le Blé est utilisé pour un match de Coupe de France entre l'équipe de Molène et l'Olympique de Marseille.

## Panoramas

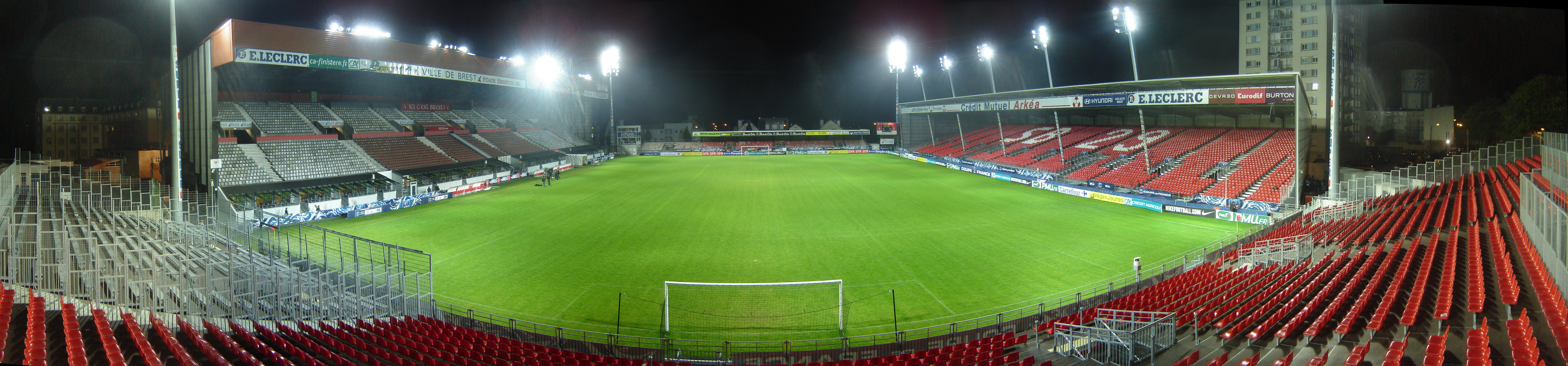
Vue panoramique du stade depuis la tribune Eurodif. On peut voir à gauche la tribune Foucauld, en face la tribune Route de Quimper et à droite la tribune Crédit Mutuel Arkéa.

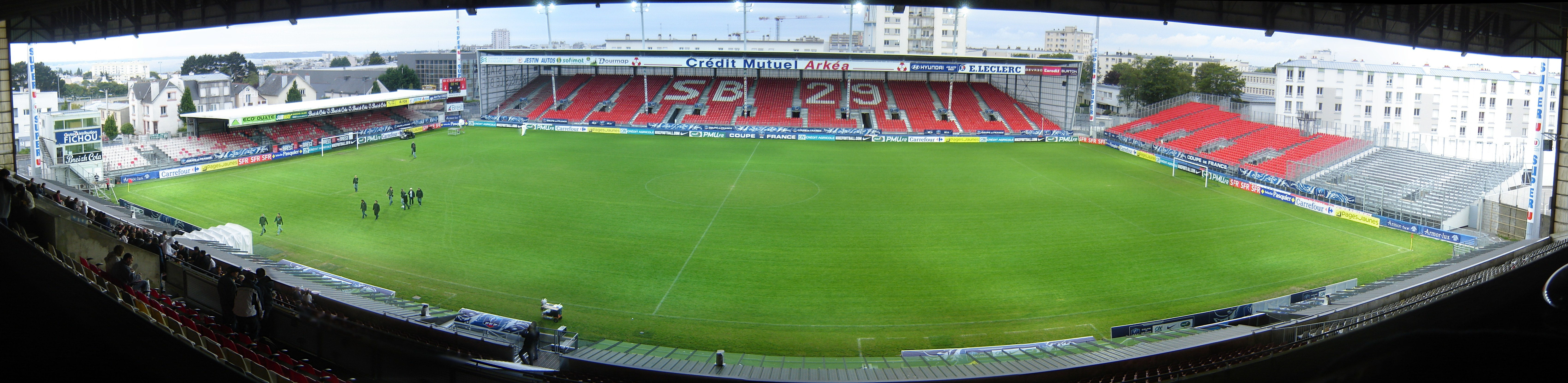
Vue panoramique du stade depuis le tribune Foucauld. On peut voir à gauche la tribune Route de Quimper, en face la tribune Crédit Mutuel Arkéa et à droite la tribune Eurodif.